# Kibo

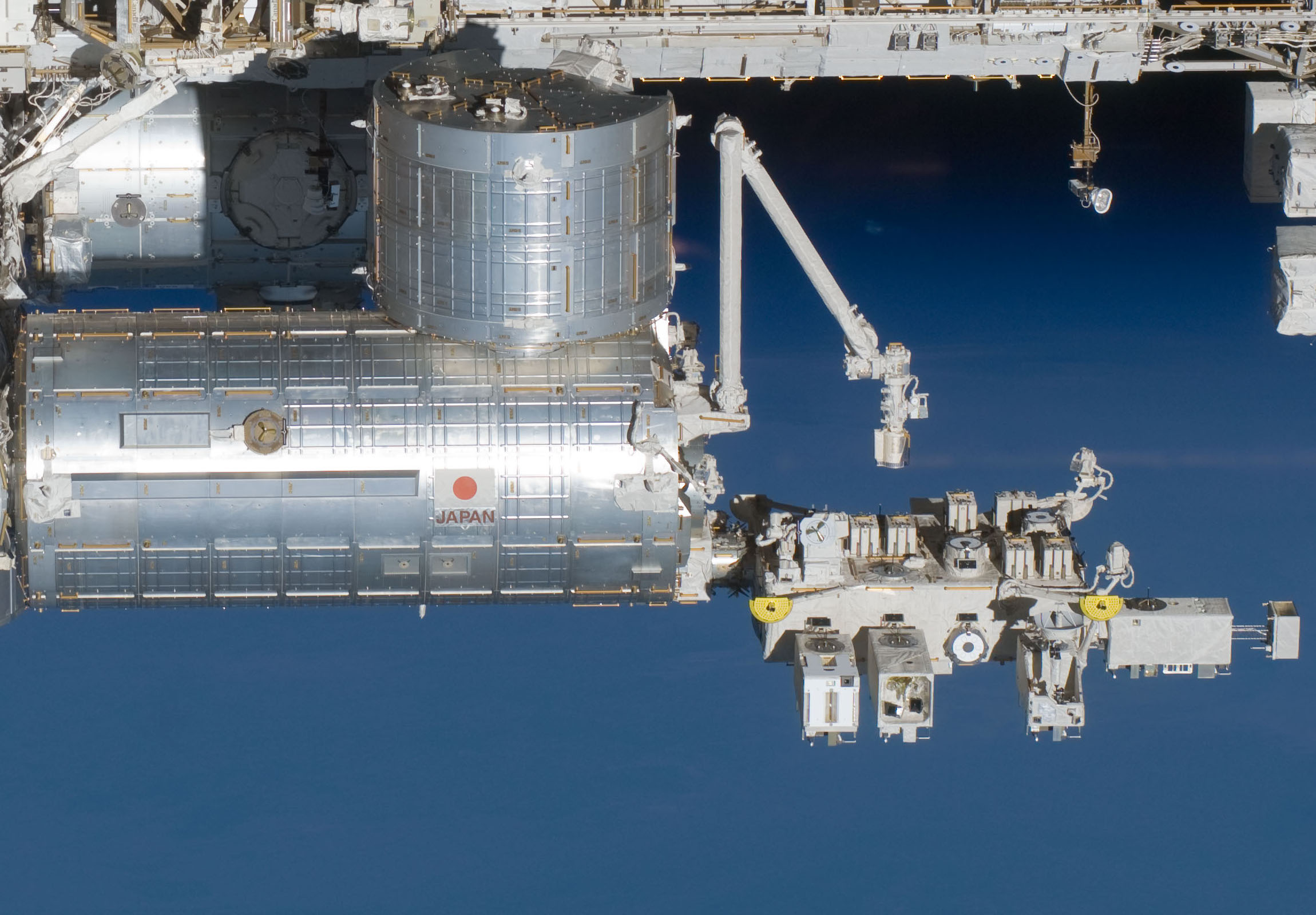
Módulo de Experimentos Japonés

El Módulo de Experimentos Japonés, (JEM) (en inglés: Japanese Experiment Module, llamado Kibō (きぼう Kibō?, Esperanza), es un módulo japonés de la Estación Espacial Internacional (EEI) desarrollado por la JAXA. Es el módulo más grande de la estación y está acoplado al Harmony. Las primeras dos secciones fueron lanzadas en las misiones del Transbordador Espacial STS-123 y STS-124. La tercera y última fue lanzada en la STS-127.

## Componentes
Kibō consiste de seis componentes principales:
1. Módulo Presurizado (PM, Pressurized module)
2. Instalación Expuesta (EF, Exposed facility)
3. Módulo de Logística de Experimentos (ELM, Experiment Logistics Module), que consiste de la sección presurizada (ELM-PS) y la expuesta (ELM-ES)
4. Sistema Manipulador Remoto del Módulo de Experimentos Japonés (JEMRMS, Japanese Experiment Module remote manipulator system)
5. Dispensador de CubeSats de Nanoracks (NRCSD, Nanoracks CubeSat Deployer)
6. Sistema de Comunicaciones Inter-orbital (ICS, Inter-orbital communication system)[3]

### Módulo Presurizado

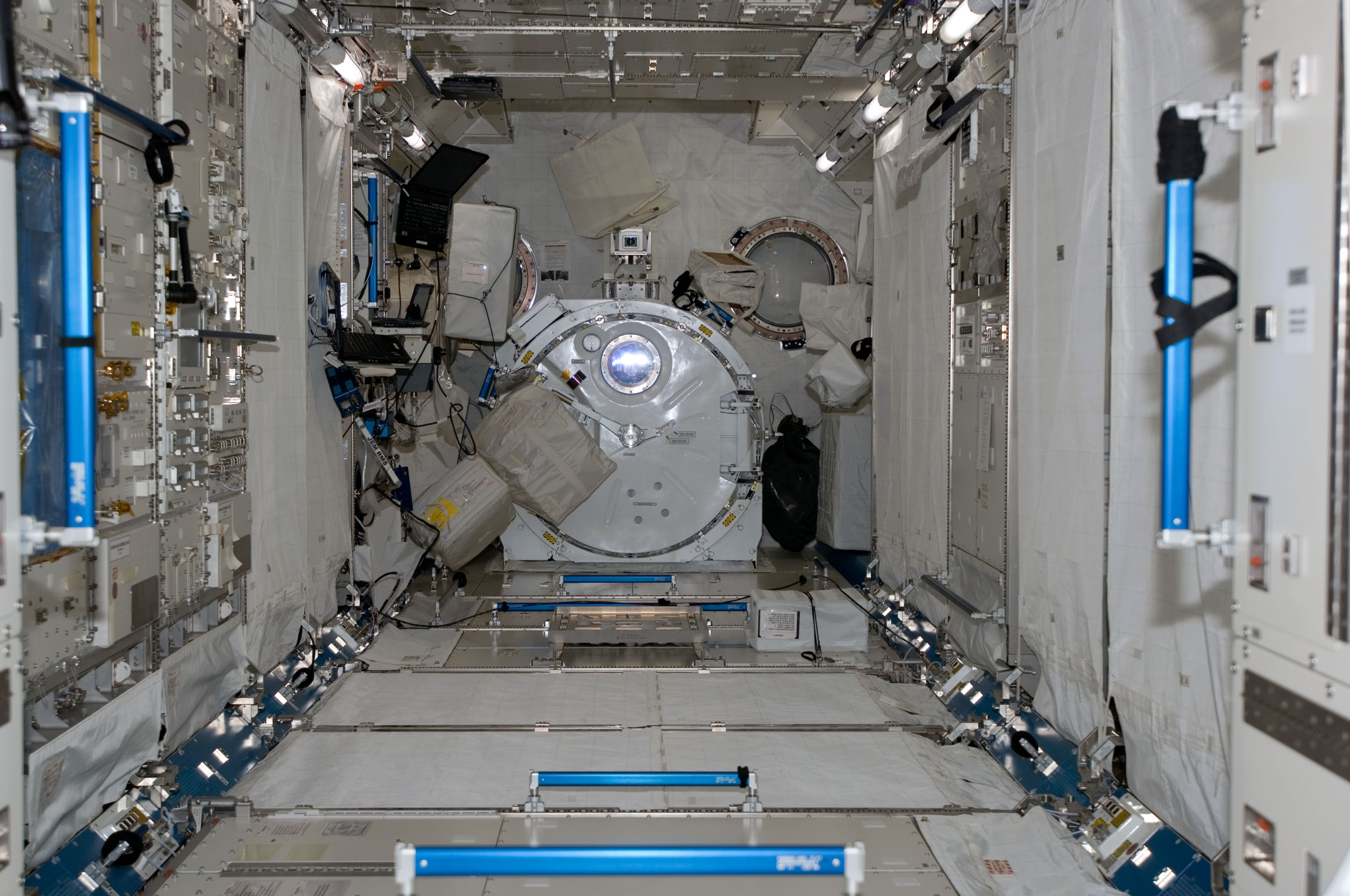
Interior del módulo presurizado

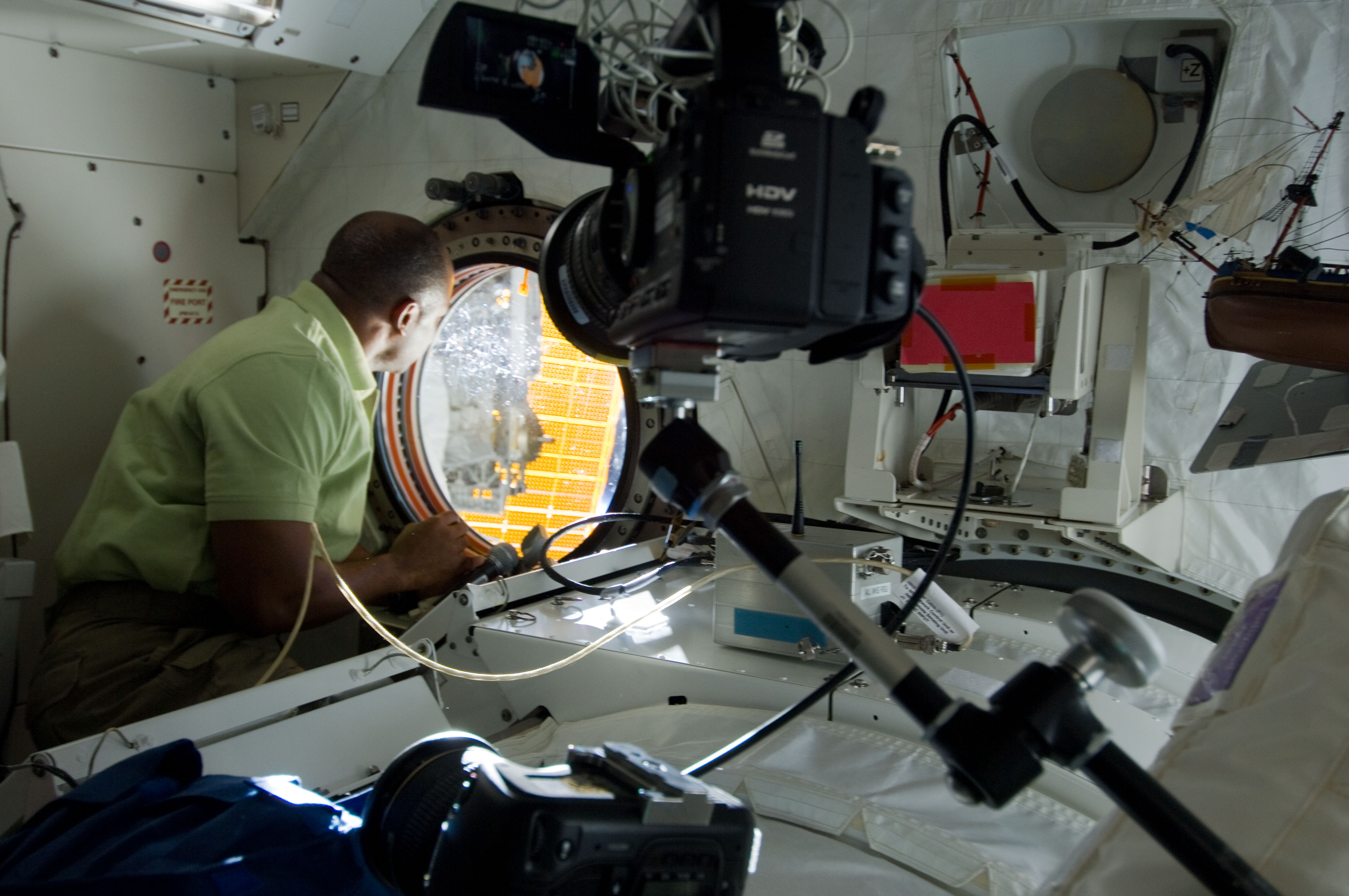
El astronauta Leland Melvin cerca de las ventanas de babor

El Módulo Presurizado (PM) es el elemento central conectado a la escotilla de babor del Harmony. Tiene forma cilíndrica y contiene veintitrés International Standard Payload Racks (ISPRs), diez de los cuales están dedicados a experimentos científicos mientras que el resto se dedican a los sistemas del Kibō y almacenamiento. Los racks están colocados en un formato 6-6-6-5 a lo largo de las cuatro paredes del módulo. Al final del módulo hay una esclusa y dos ventanas. La instalación expuesta, el módulo de logística de experimentos y el sistema de manipulador remoto se conectan todos al módulo presurizado. Es la ubicación de muchas de las ruedas de prensa realizadas desde la estación.

### Instalación Expuesta

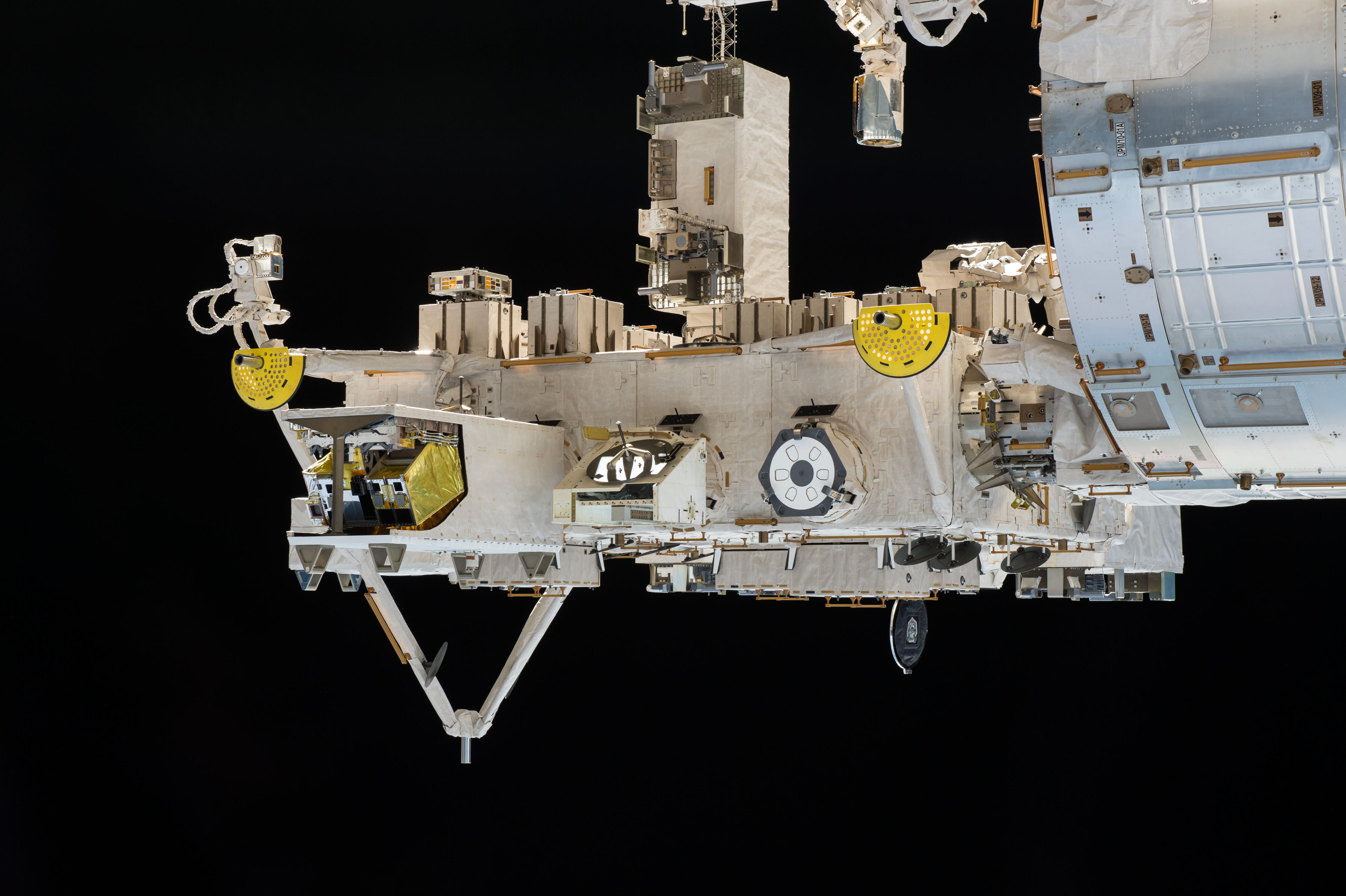
Instalación expuesta

La Instalación Expuesta (EF), también conocida como "Terraza" (Terrace), se encuentra en el exterior del extremo de babor del módulo (que cuenta con una esclusa). La instalación expuesta tiene doce puertos de Unidades de Instalación Expuesta (EFU, Exposed Facility Unit) que se conectan a conectores de Unidad de Interfaz de Carga (PIU, Payload Interface Unit) en las unidades de intercambio de equipamiento de EF (EF-EEUs). Todos los experimentos están completamente expuestos al espacio. Para el correcto funcionamiento de estos experimentos, las cargas necesitan una Unidad de Repuesto Orbital (ORU), que consisten en un sistema de energía eléctrica (EPS), de comunicaciones y rastreo (CT), y de control térmico (TCS). De los doce ORUs, ocho son reemplazables utilizando el JEMRMS mientras que los otros cuatro necesitan de actividad extravehicular.

### Módulo de Logística de Experimentos

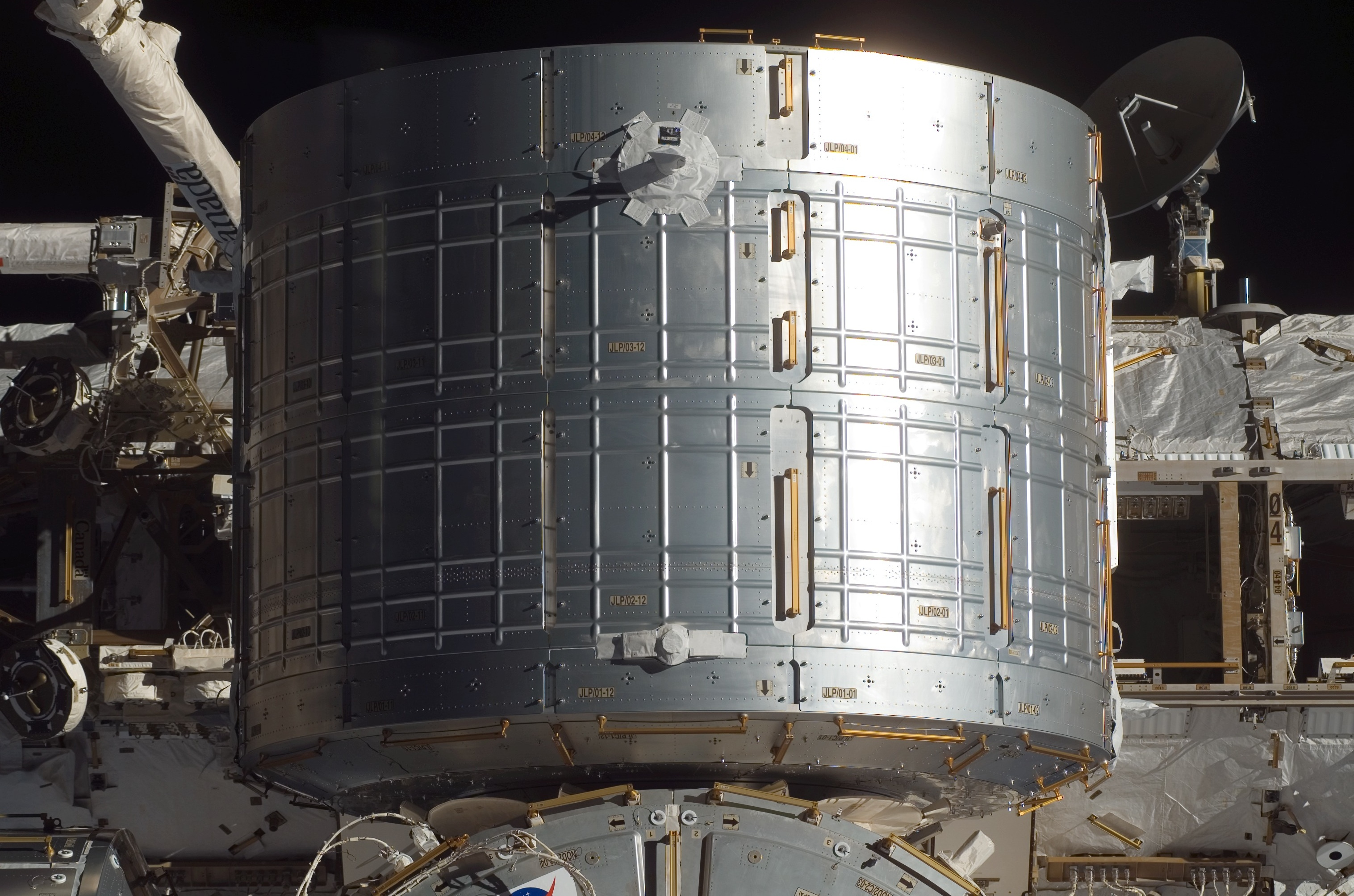
Módulo de logística de experimentos, sección presurizada

El Módulo de Logística de Experimentos (ELM) incluye dos secciones:
- La sección presurizada (ELM-PS), también llamado JLP, es un añadido presurizado al PM. Se utiliza para almacenamiento de experimentos, repuestos y muestras.[5]
- La sección externa (no presurizada) (ELM-ES) sirve como un módulo de almacenamiento y transporte.

### Sistema manipulador remoto
El sistema manipulador remoto del JEM (JEMRMS) es un brazo robótico de 10 m, montado en el extremo de babor del módulo presurizado. Se utiliza para realizar tareas en la Instalación Expuesta y para mover experimentos a y desde el ELM. La consola de control del JEMRMS fue lanzada en el interior del ELM-PS, y el brazo principal fue lanzado junto con el PM. El brazo pequeño, más preciso, de 2 m de longitud se acopla al final del brazo principal y fue lanzado con el HTV-1 en el vuelo inaugural del HTV. Una vez que el HTV se acopló, el brazo fue ensamblado por la tripulación y desplegado utilizando la esclusa para realizar pruebas. El JEMRMS agarró el brazo, probó las articulaciones y lo guardó en el EF. El extremo del JEMRMS puede utilizar el mismo gancho que el Canadarm2.

## Secuencia de lanzamiento
El 12 de marzo de 2007, la Módulo de Logística de Experimentos-Sección Presurizada (ELM-PS), llegó al Centro Espacial John F. Kennedy (KSC) desde Japón. Fue almacenado en las Instalaciones de Procesamiento de la Estación Espacial (SSPF) hasta que fue lanzado a la órbita a bordo del Endeavour el 11 de marzo de 2008 como parte de la misión STS-123.
El 30 de mayo de 2003, el Módulo Presurizado (PM) llegó al KSC desde Japón. Fue almacenado en el SSPF hasta su lanzamiento a bordo del Discovery el 31 de mayo de 2008 como parte de la misión STS-124. El 3 de junio de 2008, el PM fue acoplado al módulo Harmony. Al principio el ELM-PS, la pequeña bahía de carga, estuvo conectado a una localización temporal en el Harmony y más tarde, el 6 de junio de 2008, fue trasladado a su posición final de atraque en el puerto cénit del laboratorio.
La Instalación Expuesta (EF) y el Módulo de Logística de Experimentos-Sección Externa (ELM-ES) llegaron al KSC el 24 de septiembre de 2008. Los dos elementos fueron lanzados en el Endeavour el 15 de julio de 2009 como parte de la misión STS-127. El ELM-ES fue devuelto a la Tierra al final de la misión. El ensamblado del EF se completó durante el quinto paseo espacial de la misión.

## Especificaciones

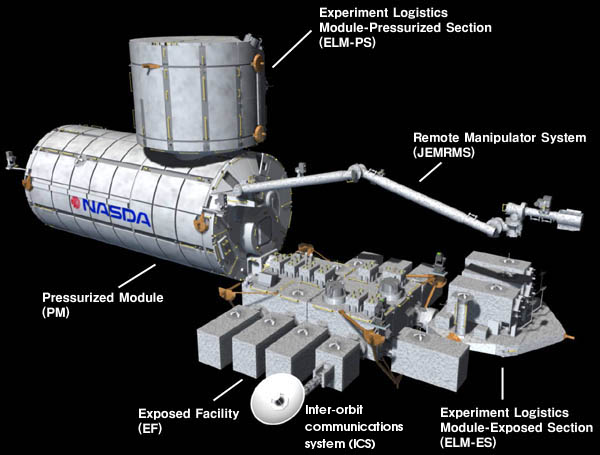
Gráfico de la era NASDA

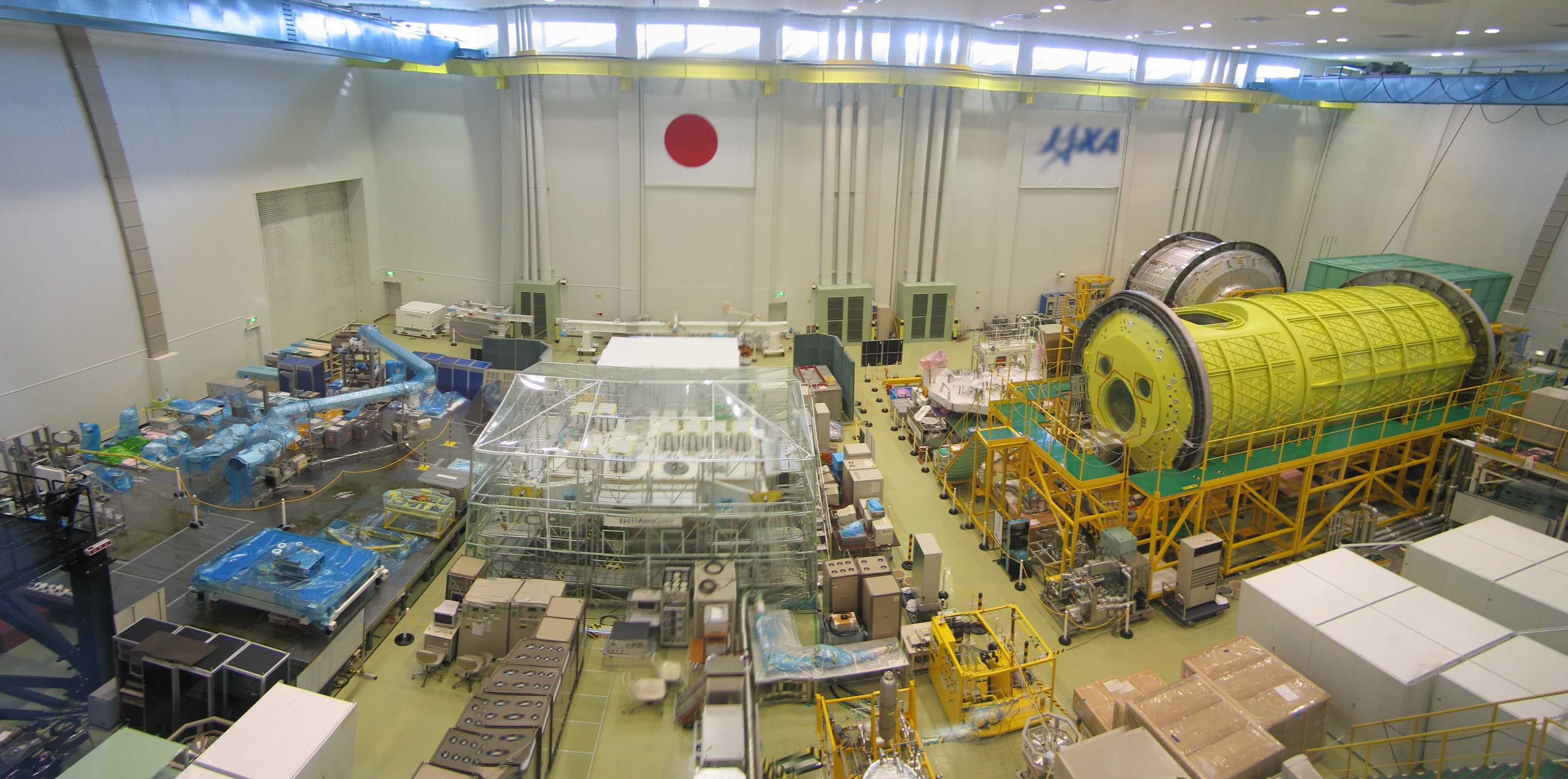
El JEM durante su fabricación

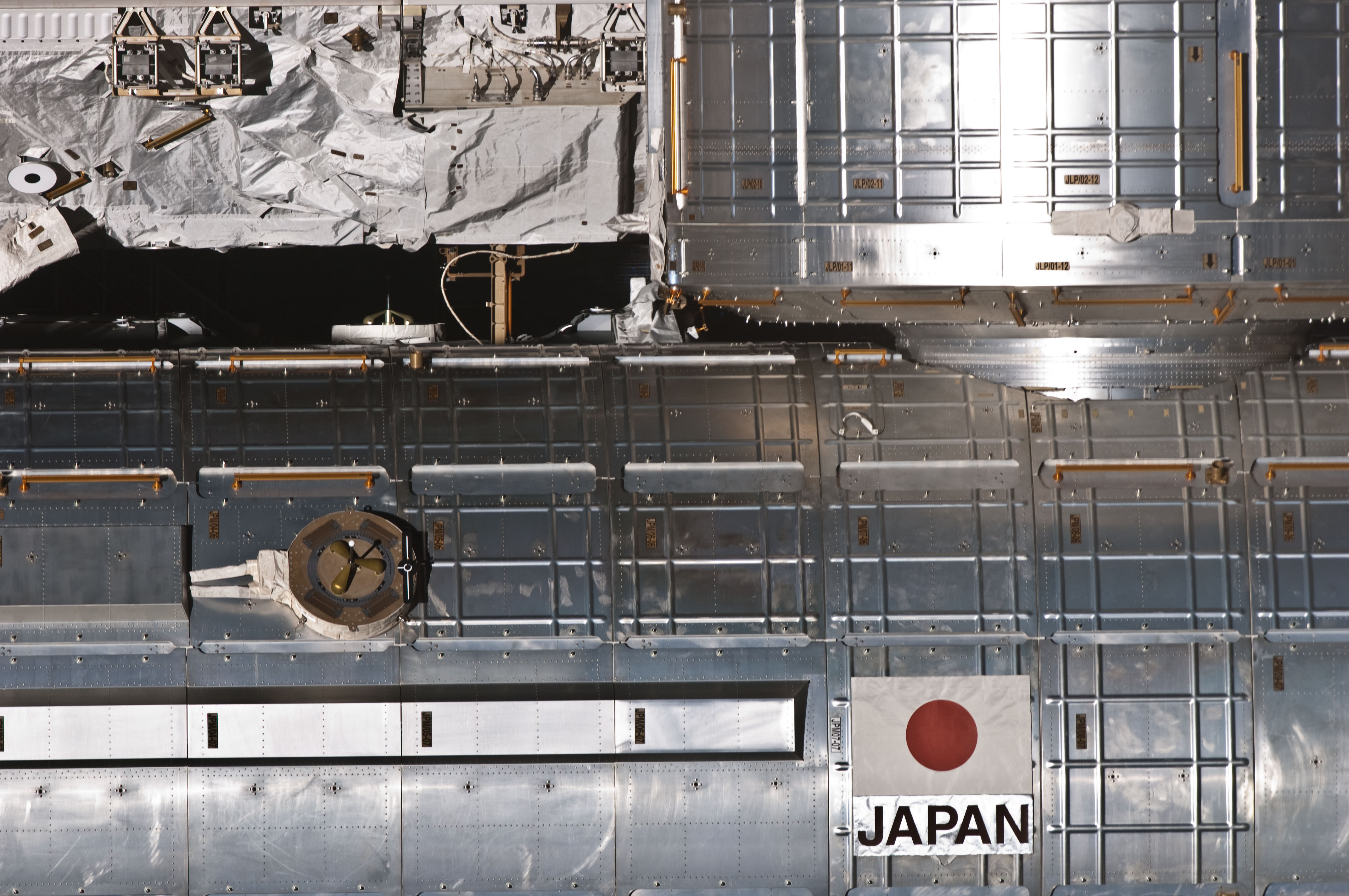
Vista cercana de los paneles exteriores del Módulo Presurizado y el Módulo de Logística, durante la STS-132

Kibō es el módulo más grande de la EEI:
- Módulo Presurizado[15]
  - Longitud: 11,19 m
  - Diámetro: 4,39 m
  - Masa: 15 900 kg
- Módulo de Logística de Experimentos-Sección Presurizada[16]
  - Longitud: 4,21 m
  - Diámetro: 4,39 m
  - Masa: 8386 kg

El módulo y todos sus accesorios integrados fueron fabricados en el Centro Espacial Tsukuba en Japón. Está hecho de acero inoxidable, titanio y aluminio.

## Experimentos en elKibō

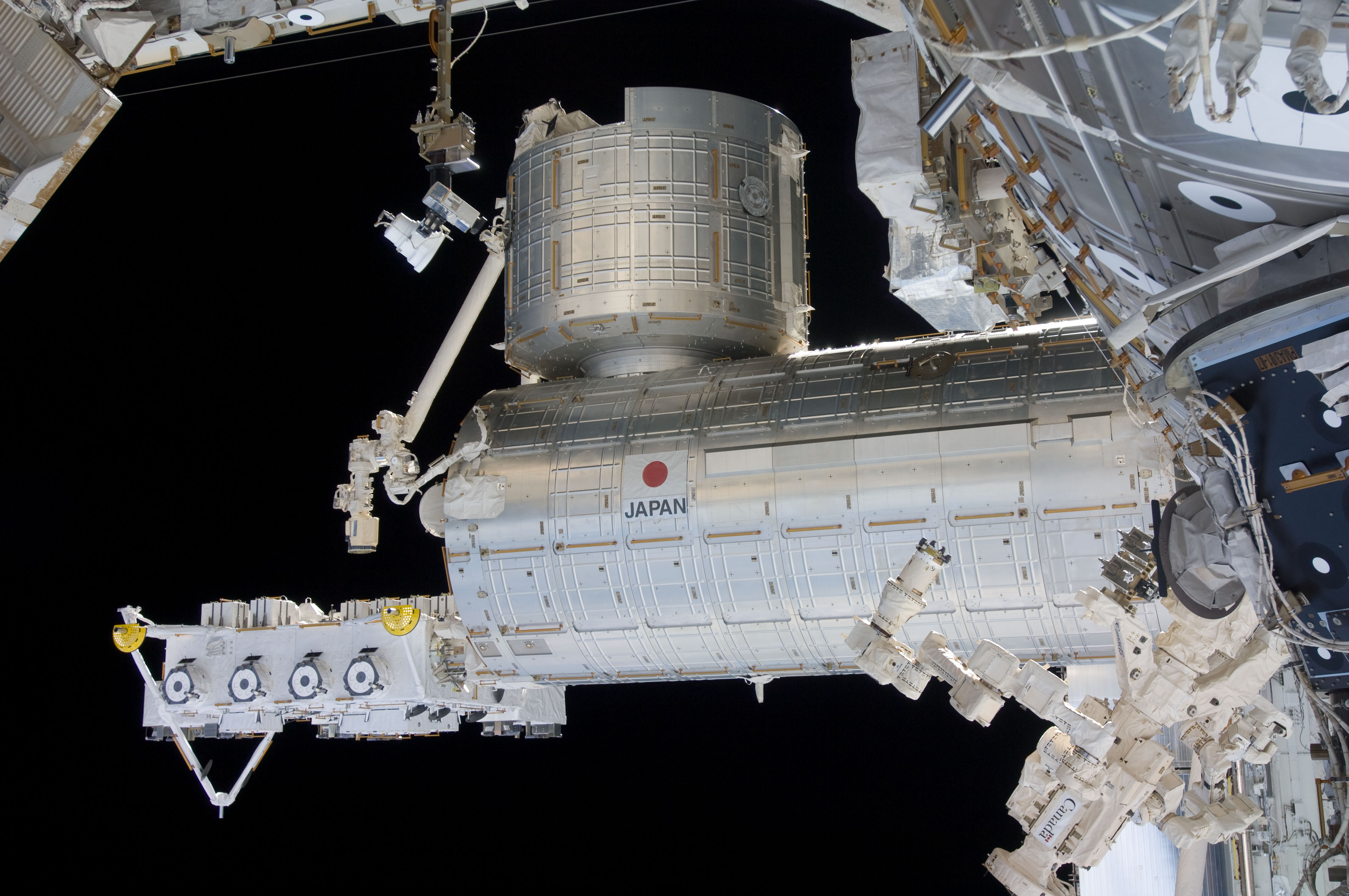
Vista frontal del Kibō

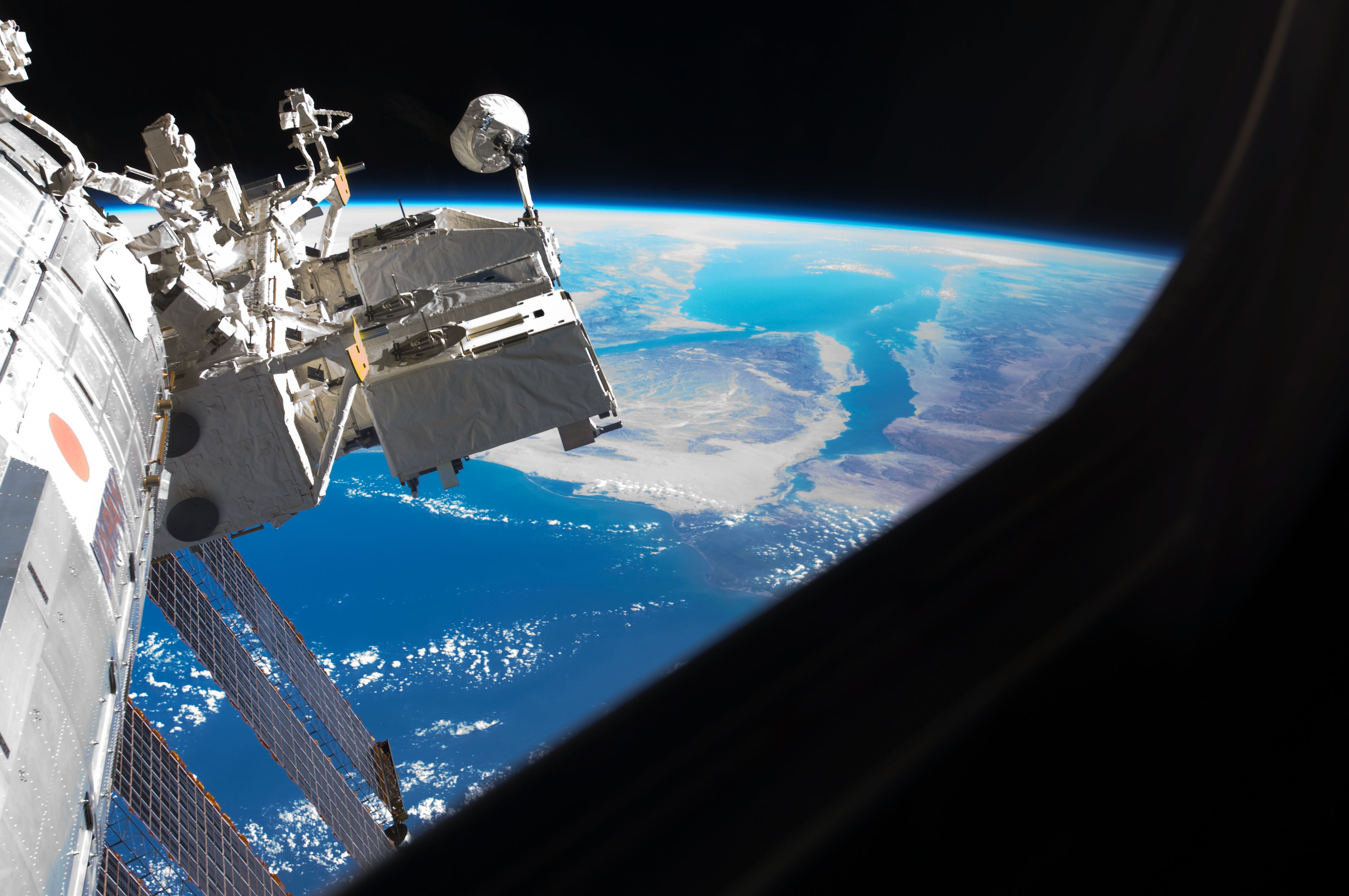
Vista lateral

### Experimentos externos actuales
- MAXI – Astronomía por rayos X entre 0.5 y 30 keV.[17] Montado en la ubicación 1.
- CREAM – Experimento de Energía de Rayos Cósmicos y Masa (Cosmic Ray Energetics and Mass Experiment). Lanzado en la misión SpaceX CRS-12. Exposed Facility Slot 2.
- OCO-3 – Monitorización del dióxido de carbono en la atmósfera de la Tierra.[18] Montado en la ubicación 3 que originalmente contenía el SMILES.
- NREP – Plataforma Externa de Nanoracks. NREP-2 es la misión actual. Exposed Facility Slot 4.
- i-SEEP – IVA-replaceable Small Exposed Experiment Platform (JAXA). Montado en la ubicación 5.[19] It is a platform to support small-to-medium (less than 200 kg) payloads. Experiments on the i-SEEP platform are HDTV-EF2 (since 2017), GPSR/Wheel,[20] and SOLISS (since 2019).[21]
- GEDI – Global Ecosystem Dynamics Investigation on EEI. Montado en la ubicación 6 que originalmente contenía el HREP.
- HISUI –  Hyperspectral Imager Suite (METI), reemplazo del HREP que finalizó la misión en 2017.[22] Montado en la ubicación 8 que originalmente contenía el MCE.
- CALET – CALorimetric Electron Telescope (JAXA), observando altas energías. Lanzado a bordo del Kounotori 5 (HTV-5).[23] Masa: 2500 kg.[24] Montado en la ubicación 9 que originalmente contenía el SEDA-AP.
- ExHAM 1 y 2 – External Facility Handrail Attach Mechanism (JAXA).[25] Montado en los pasamanos de la parte frontal y trasera junto a las ubicaciones 7 y 10.
- ECOSTRESS – Ecosystem Spaceborne Thermal Radiometer Experiment on Space Station.[26] Montado en la ubicación 10 que originalmente contenía el ELM-ES y el palé de transferencia HTV.

### Experimentos externos anteriores
Desorbitado junto al Kounotori 5 (HTV-5):
- SMILES – Observa y monitoriza emisiones de ondas submilimétricas de moléculas de gas en la estratosfera.[27]
- MCE – Multi-mission Consolidated Equipment (NASA).

Desorbitado con la SpaceX CRS-15:
- HREP – Hyperspectral Imager for the Coastal Ocean (HICO) y la carga experimental Remote Atmospheric and Ionospheric Detection System (RAIDS).[28]

Desorbitado con la SpaceX CRS-17:
- CATS – Cloud-Aerosol Transport System (LiDAR, NASA).[29] Originalmente ocupaba la ubicación 5, será reemplazado por el MOLI.

Desechado en órbita por el brazo robótico de la EEI:
- SEDA-AP – Space Environment Data Acquisition equipment-Attached Payload. Mide los neutrones, plasma, iones pesados y partículas de luz energéticas en la órbita de la EEI.
- ICS-EF – Inter-orbit Communication System-Exposed Facility, Japanese communication system. Originally at the Exposed Facility Slot 7.

### Experimentos internos actuales
Japoneses:
- RYUTAI Rack – Fluid Physics Experiment Facility (FPEF), Solution Crystallization Observation Facility (SCOF), Protein Crystallization Research Facility (PCRF), Image Processing Unit (IPU)
- SAIBO Rack – Cell Biology Experiment Facility (CBEF), Clean Bench (CB)
- KOBAIRO Rack – Gradient Heating Furnace (GHF)
- MPSR-1 – Multi-Purpose Small payload Rack-1
- MPSR-2 – Multi-Purpose Small payload Rack-2, housing Electrostatic Levitating Furnace (ELF)

Americanos:
- EXPRESS Rack 4 – Biotechnology Specimen Temperature Controller (BSTC), Gas Supply Module (GSM), Space Acceleration Measurement System-II (SAMS-II), Biotechnology Specimen Temperature Controller (BSTC), Nanoracks NanoLab
- EXPRESS Rack 5
- MELFI-1 – dos racks de congeladores a −80 °C
- Life Sciences Glovebox (LSG)

Jasa(Japón) fue el lugar donde la primera aportación de la Agencia Japonesa de Exploración Aeroespacial (JAXA, por sus siglas en inglés) a la Estación Espacial Internacional fue diseñada para que hasta cuatro astronautas puedan realizar experimentos simultáneamente.

### Experimentos planeados
- MOLI – Multi-footprint Observation Lidar and Imager (JAXA) (externo)
- JEM-EUSO (interno)

## Partes

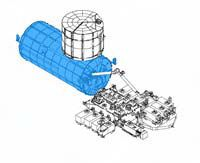
Pressurized Module
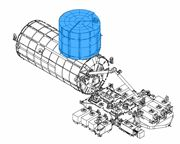
Experiment Logistics Module-Pressurized Section
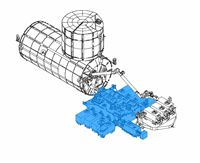
Exposed Facility
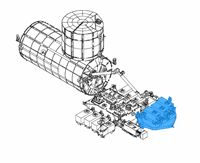
Experiment Logistics Module-Exposed Section
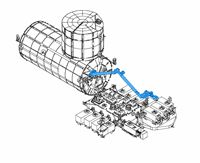
Remote Manipulator System